# Pressbyrån
Pressbyrån是一家位於瑞典連鎖便利商店公司，主要在公共交通設施附近經營售貨亭及便利商店，販售報刊、方便食品及低濃度酒精飲品。此外，Pressbyrån也提供公共交通票、預付費SIM卡、充值卡和郵票等商品。2015年，Pressbyrån 在瑞典以特許經營模式擁有約300間分店，每日顧客數量達30萬人次。Pressbryån的字面意思可以理解為「新聞局」。

## 歷史
Pressbryån前身為成立於1899年的，當時受到瑞典國家鐵路委託於瑞典的各個火車站銷售報紙。
1903年，當時的總經理尼爾斯‧林德馬克 (Nils Lindmark) 在瑞典赫爾辛堡哈姆普蘭開設了第一個獨立商店。
1906年，瑞典電報局（Svenska Telegrambyrån）及其總裁古斯塔夫·埃克隆德（Gustaf Eklund）與瑞典報紙出版商共同創立了AB Svenska Pressbyrån，並由瑞典報界共同擁有該公司。
1917年，Pressbyrån 成立了一家專門生產明信片和文具的子公司 Alga。Alga 這名稱由當時兩位管理者的妻子Anna Lundquist 和 Anna Gadh 的姓名首字母組成。其後，Alga發展成為瑞典主要的棋盤遊戲出版商，並於 1940 年被當時 Pressbyrån 的擁有者Bonnier Group分拆為一家獨立公司。分拆後的Alga於 1983 年被BRIO收購。
1924年，Pressbyrån與斯德哥爾摩電車公司達成協議，於旗下的電車站營運售貨亭。
1931年，Pressbryån開始了製作明信片，並由Alga負責這項業務。其製作的明信片主要描繪了瑞典各地的景點及地標。
1935年，Pressbyrån創辦了瑞典的第一家冰淇淋工廠，並推出了使用衛生紙包裝的創新設計。

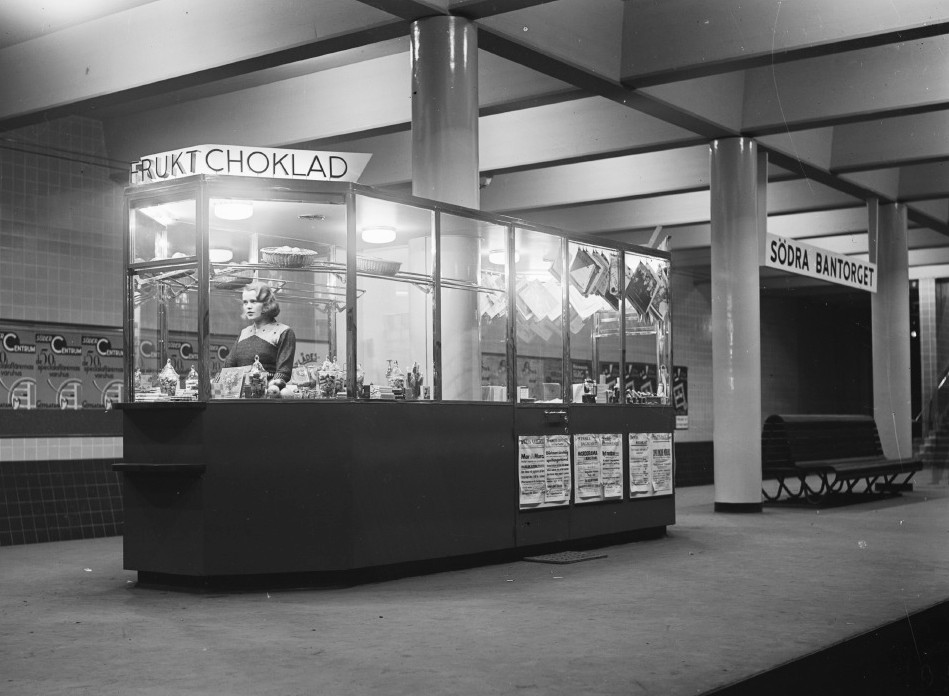
在Södra Bantorget站（即今天斯德哥爾摩地鐵 Medborgarplatsen站）的報亭（1933年）

1940年，由131 家報紙和雜誌公司擁有的Pressbyråns intrestenter AB (PIA) 正式成立，並接管了 Pressbyrån 的股份，明信片業務亦被接管。
1966年，Pressbyrån終止了其明信片業務。
2020年7月11日，Pressbyrån在斯德哥爾摩國王島Kungsholmen分店內開設了第一家Pressbyrån Go的自動化便利商店。
2021年1月月19日，第一家擁有獨立門店的Pressbryån Go在斯德哥爾摩省索爾納市的Westfield Mall of Scandinavia正式開業。

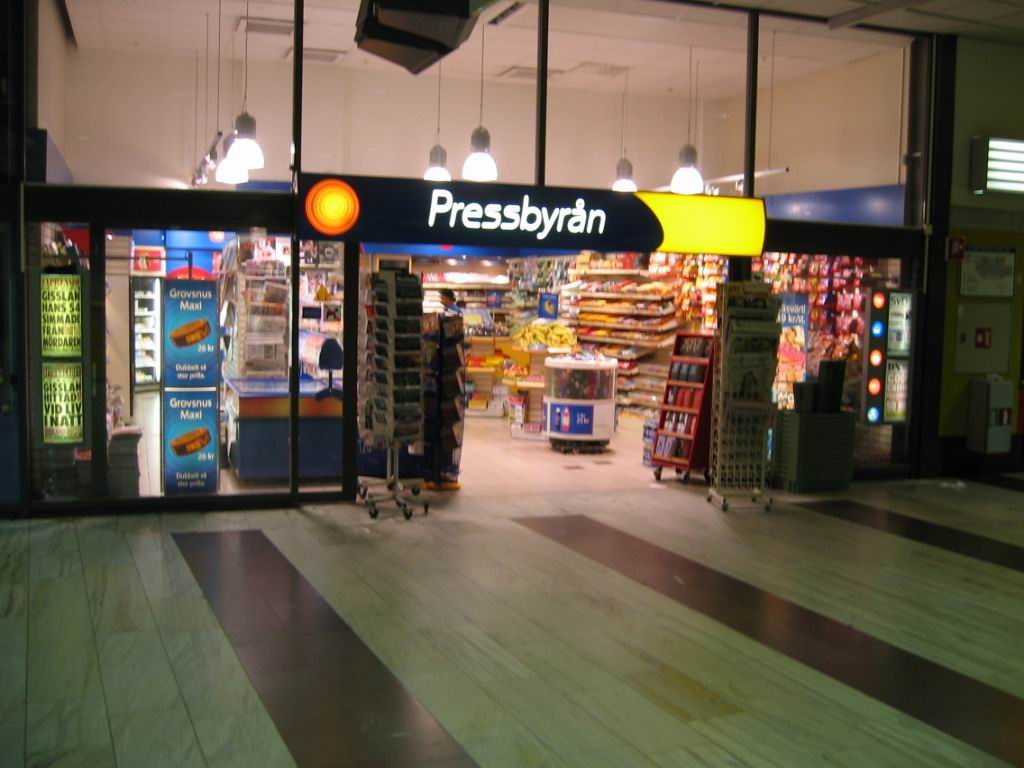
一家位於斯德哥爾摩中央車站的Pressbyrån便利店

2024年5月，Pressbyrån的CEO Anna Wallenberg宣布，從2026年開始旗下所有位於瑞典的商店將會逐步停止銷售香菸。

## 火車銷售
Pressbyrån早年提供於火車上的銷售業務，並於 1932 年推出了世界獨特的分銷解決方案。該公司在開往馬爾默、哥德堡、卡爾斯塔德和松茲瓦爾的夜間火車上對斯德哥爾摩的早報進行捆紮和分類，火車由一輛機車牽引，車廂改裝成調度室。這意味著斯德哥爾摩的晨報在瑞典大部分地區的商店和報亭早上一開門就能買到。此項業務及執行方式一直使用到 1984 年。 
1950 年代，Pressbyrån開始以空中運輸的方式運送報紙。當到達目的地卸下報紙後，乘客座椅就會被重新利用。透過搭載乘客返程，令航班的經濟效益顯著提高。此舉成就了Linjeflyg的基礎，Pressbyrån 也是該航空公司的合夥人之一。

## Pressbyrån Extra
Pressbyrån Extra是Pressbyrån旗下的子品牌，現有11家門店，專門於售賣各種瑞典及外國的報刊。各分店除了與一般的Pressbyrån門店銷售相同的產品外，亦提供更加廣泛的報刊選擇。這些分店設有更大的報刊選購區，全年可為顧客提供超過2,000種不同的選擇。

## 競爭
Reitan集團旗下擁有Pressbyrån，並同時持有7-Eleven在瑞典、丹麥及挪威的特許經營權，這兩個品牌在歷史上為直接競爭對手。此外，Pressbyrån 還面臨來自其他同業的競爭，例如Circle K、Direkten 和 MyWay。

## 外部連結
- 官方網站